# Onthophagus gangeticus
Onthophagus gangeticus là một loài bọ cánh cứng trong họ Bọ hung (Scarabaeidae).